# Cyrtolobus arizonae
Cyrtolobus arizonae är en insektsart som beskrevs av Ball. Cyrtolobus arizonae ingår i släktet Cyrtolobus och familjen hornstritar. Inga underarter finns listade i Catalogue of Life.